# Mario Kart 8
Mario Kart 8 (яп. マリオカート8 Марио Ка:то Эито) — компьютерная игра в жанре аркады с элементами автосимулятора, восьмая в серии Mario Kart. Выход игры состоялся 29 мая 2014 года в Японии, 30 мая 2014 года в Европе и Северной Америке и 31 мая 2014 года в Австралии эксклюзивно для Wii U.
28 апреля 2017 года вышла улучшенная версии игры для Nintendo Switch, которая получила название Mario Kart 8 Deluxe.

## Игровой процесс
Игра представляет собой автосимулятор, в котором персонажи вселенной Марио и нескольких других игр Nintendo участвуют в гонках на картах. Игровой процесс Mario Kart 8 не претерпел значительных изменений, игрок так же едет по трассе, собирая предметы и используя их против оппонентов с целью добраться до финиша первым. Игрок может изменять внешний вид и характеристики карта персонажа. Основной новой функцией в игре стала антигравитация, гонщики способны на определённых участках трассы ехать по стенам и даже потолку. Во время режима антигравитации столкновение с соперником или специальным бампером придаёт гонщику дополнительное ускорение. В игре появились новые персонажи — миньоны Боузера (Венди, Лемми, Ларри, Людвиг, Игги, Рой и Мортон), малышка Розалина и Пич из розового золота. В игре появился ряд новых предметов, которые могут быть использованы как для атаки, так и для защиты, среди которых: цветок-бумеранг, растение-пиранья, супергудок и безумная восьмёрка, дающая все предметы сразу.
Появилась возможность игры онлайн до 12 игроков. Игроки способны создавать турниры с изменяемыми правилами, а также скачивать призраков лучших игроков. Mario Kart TV даёт возможность смотреть повторы гонок других игроков, с возможностью замедленного воспроизведения и загрузки на YouTube. Игра поддерживает Wii U GamePad, Wii Remote и Nunchuk, Wii U Pro Controller и Wii Wheel.

## Разработка
Игра была анонсирована в январе 2013 года на Nintendo Direct. Подробности игры были раскрыты в ходе E3 2013.
8 на логотипе игры изображена в виде ленты Мёбиуса, одна из трасс в игре также выполнена в виде ленты Мёбиуса. Одной из ранних идей для игры было использование буров для пронзания трассы, но эта идея была отклонена в пользу антигравитации.

## Рекламная кампания
Наряду со стандартным изданием игры, было объявлено об ограниченном издании, которое включает в себя фигурку панциря, шапку, игровой гайд, Wii Remote Plus, Wii Wheel и протектор для GamePad. В Северной Америке и Европе, зарегистрировав игру в Club Nintendo до 31 июля 2014 года, игрок получал доступ к загрузке цифровой версии одной из выбранных игр Nintendo.

## Оценки прессы
| Сводный рейтинг       | Сводный рейтинг                |
| Агрегатор             | Оценка                         |
| --------------------- | ------------------------------ |
| GameRankings          | Wii U: 88,43 % Switch: 92,39 % |
| Metacritic            | 88                             |
| Иноязычные издания    |                                |
| Издание               | Оценка                         |
| Edge                  | 9/10                           |
| Eurogamer             | 10/10                          |
| Game Informer         | 9,25/10                        |
| GameSpot              | 8/10                           |
| GamesRadar+           | 4/5                            |
| GameTrailers          | 8,6                            |
| IGN                   | 9/10                           |
| Joystiq               | 4,5/5                          |
| Русскоязычные издания |                                |
| Издание               | Оценка                         |
| «IGN Россия»          | 8,5/10                         |

Mario Kart 8 была позитивно воспринята прессой, оценка на Metacritic составляет 88 баллов, а на GameRankings — 88,43 %. Похвалы удостоились графика и саундтрек игры. Игровой процесс также был высоко оценён, несмотря на неизменность основных его элементов. Основной критики удостоился боевой режим, который в данной игре происходит не на боевых аренах, а на плохо приспособленных для него трассах.

## Награды
- 2014 — премия British Academy Children's Awards[англ.] от BAFTA в номинации «Лучшая игра»[23].
- 2014 — премия The Game Awards 2014 в номинациях «Лучшая семейная игра» и «Лучшая спортивная/гоночная игра»[24].